# Meusebach
Meusebach település Németországban, azon belül Türingiában. Lakosainak száma 83 fő (2023. december 31.).

## Népesség
A település népességének változása:
| Lakosok száma | 101  | 94   | 95   | 88   | 88   | 83   |
|               | 2014 | 2017 | 2019 | 2021 | 2022 | 2023 |